# Francis Harvey (poète)
Pour les articles homonymes, voir Francis Harvey et Harvey.
Francis Harvey, né le 13 avril 1925 à Enniskillen et mort le 7 novembre 2014 à Donegal, est un poète irlandais. Il a publié quatre recueils de poèmes et de nombreuses pièces de théâtre. Ses poésies complètes ont été publiées en 2007 chez Dedalus. En français, les éditions de l'Arbre ont fait paraître en 2010 un choix de poèmes traduits par Emmanuel Malherbet.

## Éléments de bibliographie

### En anglais
- In the Light on the Stones, The Gallery press, 1978.
- The Rainmakers, The Gallery press, 1988.
- The Boa Island Janus, Dedalus, 1996.
- Making Space: New and Selected Poems, Dedalus, 2001.
- Collected poems, Dedalus 2007.

### En français
- Resserre à patates, The Potato House, traduction Emmanuel Malherbet, édition bilingue, l’Arbre, 2010